# (11787) Baumanka
(11787) Baumanka (1977 QF1) – planetoida z grupy pasa głównego asteroid okrążająca Słońce w ciągu 4,35 lat w średniej odległości 2,66 j.a. Odkryta 19 sierpnia 1977 roku.